# سيلفي هينروتين جيرمان
سيلفي هينروتين جيرمان (بالفرنسية: Sylvie Germain)‏ هي فيلسوفة وكاتِبة فرنسية، ولدت في 8 يناير 1954 في شاتورو في فرنسا.

## وصلات خارجية
- سيلفي هينروتين جيرمان على موقع الموسوعة البريطانية (الإنجليزية)